# Ladji Doucouré
Ladji Doucouré (* 28. března 1983, Juvisy-sur-Orge) je francouzský sportovec, který se věnuje atletice. Jeho specializací jsou krátké překážkové běhy. Je dvojnásobným halovým mistrem Evropy (2005, 2009) v běhu na 60 metrů překážek a mistrem světa (2005) v běhu na 110 metrů překážek.

## Kariéra
V roce 1999 se stal v polské Bydhošti mistrem světa do 17 let. O rok později doběhl třetí na juniorském mistrovství světa v chilském Santiagu. Na halovém MS 2003 v Birminghamu skončil ve finále čtvrtý v čase 7,58. V roce 2003 se stal v Bydhošti také mistrem Evropy do 23 let. Úspěchem pro něj skončila účast na mistrovství světa v Helsinkách, kde kromě titulu mistra světa v běhu na 110 m překážek uspěl také ve štafetě na 4 × 100 metrů, když francouzská štafeta proběhla cílem jako první v čase 38,08 s.
Reprezentoval na letních olympijských hrách v Athénách 2004, kde se umístil ve finále na osmém místě. O čtyři roky později na olympiádě v Pekingu proběhl cílem v čase 13,24, což stačilo na čtvrté místo. Na bronzového Američana Davida Olivera ztratil šest setin. V roce 2005 skončil druhý v anketě o nejlepšího atleta Evropy, když vítězem se stal litevský diskař Virgilijus Alekna.
Jako druhý Evropan v celé historii pokořil na stodesítce překážek hodnotu třinácti sekund, když ve francouzském Angers zaběhl 12,97 s. Lepším Evropanem je jen Brit Colin Jackson (12,91 s).

## Osobní rekordy
Dráha
- 110 metrů překážek – 12,97 s – 15. července 2005, Angers

Hala
- Běh na 50 metrů překážek - 6,36 s – 26.2. 2005, Liévin Současný evropský rekord
- Běh na 60 metrů překážek – 7,42 s – 26.2. 2005, Liévin